# Chimarra purisca
Chimarra purisca är en nattsländeart som beskrevs av Oliver S. Flint Jr. 1998. Chimarra purisca ingår i släktet Chimarra och familjen stengömmenattsländor. Inga underarter finns listade i Catalogue of Life.